# 1986-os labdarúgó-világbajnokság (E csoport)
Az 1986-os labdarúgó-világbajnokság E csoportjának mérkőzéseit június 4. és június 13. között játszották. A csoportban Dánia, az NSZK, Uruguay és Skócia szerepelt.
A csoportból Dánia és az NSZK jutott tovább az első két helyen, az egyik legjobb harmadik helyezettként Uruguay is továbbjutott. A mérkőzéseken 15 gól esett.

## Tabella
| Hely. | Csapat  | M | Gy | D | V | G+ | G– | Gk | P | Továbbjutás                                |
| ----- | ------- | - | -- | - | - | -- | -- | -- | - | ------------------------------------------ |
| 1.    | Dánia   | 3 | 3  | 0 | 0 | 9  | 1  | +8 | 6 | Továbbjutott az egyenes kieséses szakaszba |
| 2.    | NSZK    | 3 | 1  | 1 | 1 | 3  | 4  | −1 | 3 | Továbbjutott az egyenes kieséses szakaszba |
| 3.    | Uruguay | 3 | 0  | 2 | 1 | 2  | 7  | −5 | 2 | Továbbjutott az egyenes kieséses szakaszba |
| 4.    | Skócia  | 3 | 0  | 1 | 2 | 1  | 3  | −2 | 1 |                                            |

## Mérkőzések

### Uruguay – NSZK
| 1986. június 4. 12:00 (20:00) |

| Uruguay      | 1–1               | NSZK       |
| ------------ | ----------------- | ---------- |
| Alzamendi 4' | (1–0) Jegyzőkönyv | Allofs 84' |

| Estadio La Corregidora, Querétaro Nézőszám: 30 500 Játékvezető: Vojtěch Christov (csehszlovák) |

| KA                   | 12 | Fernando Álvez      |     |     |
| V                    | 2  | Nelson Gutiérrez    |     |     |
| V                    | 3  | Eduardo Acevedo     |     |     |
| V                    | 4  | Víctor Diogo        | 28' |     |
| V                    | 6  | José Batista        |     |     |
| KP                   | 5  | Miguel Bossio       |     |     |
| KP                   | 8  | Jorge Barrios (csk) |     | 56' |
| KP                   | 11 | Sergio Santín       |     |     |
| KP                   | 10 | Enzo Francescoli    |     |     |
| CS                   | 9  | Jorge da Silva      |     |     |
| CS                   | 7  | Antonio Alzamendi   |     | 80' |
| Cserék:              |    |                     |     |     |
| KP                   | 16 | Mario Saralegui     | 62' | 56' |
| CS                   | 19 | Venancio Ramos      |     | 80' |
| Szövetségi kapitány: |    |                     |     |     |
| Omar Borrás          |    |                     |     |     |

| KA                   | 1  | Harald Schumacher (csk) |  |     |
| V                    | 2  | Hans-Peter Briegel      |  |     |
| V                    | 4  | Karlheinz Förster       |  |     |
| V                    | 6  | Norbert Eder            |  |     |
| V                    | 14 | Thomas Berthold         |  |     |
| V                    | 15 | Klaus Augenthaler       |  |     |
| V                    | 3  | Andreas Brehme          |  | 46' |
| KP                   | 10 | Felix Magath            |  |     |
| KP                   | 8  | Lothar Matthäus         |  | 75' |
| CS                   | 19 | Klaus Allofs            |  |     |
| CS                   | 9  | Rudi Völler             |  |     |
| Cserék:              |    |                         |  |     |
| KP                   | 7  | Pierre Littbarski       |  | 46' |
| CS                   | 11 | Karl-Heinz Rummenigge   |  | 75' |
| Szövetségi kapitány: |    |                         |  |     |
| Franz Beckenbauer    |    |                         |  |     |

| Partjelzők: Hernán Silva (chilei) Carlos Silva Valente (portugál) |

### Skócia – Dánia
| 1986. június 4. 16:00 (0:00) |

| Skócia | 0–1               | Dánia             |
| ------ | ----------------- | ----------------- |
|        | (0–0) Jegyzőkönyv | Elkjær Larsen 57' |

| Estadio Neza 86, Nezahualcóyotl Nézőszám: 18 000 Játékvezető: Németh Lajos (magyar) |

| KA                   | 1  | Jim Leighton         |  |     |
| V                    | 2  | Richard Gough        |  |     |
| V                    | 3  | Maurice Malpas       |  |     |
| V                    | 5  | Alex McLeish         |  |     |
| V                    | 6  | Willie Miller        |  |     |
| KP                   | 7  | Gordon Strachan      |  | 74' |
| KP                   | 8  | Roy Aitken           |  |     |
| KP                   | 4  | Graeme Souness (csk) |  |     |
| KP                   | 13 | Steve Nicol          |  |     |
| CS                   | 19 | Charlie Nicholas     |  |     |
| CS                   | 20 | Paul Sturrock        |  | 61' |
| Cserék:              |    |                      |  |     |
| KP                   | 16 | Frank McAvennie      |  | 61' |
| CS                   | 9  | Eamonn Bannon        |  | 74' |
| Szövetségi kapitány: |    |                      |  |     |
| Alex Ferguson        |    |                      |  |     |

| KA                   | 1  | Troels Rasmussen     |     |     |
| V                    | 3  | Søren Busk           |     |     |
| V                    | 4  | Morten Olsen (csk)   |     |     |
| V                    | 5  | Ivan Nielsen         |     |     |
| V                    | 13 | Jens Jørn Bertelsen  |     |     |
| KP                   | 6  | Søren Lerby          |     |     |
| KP                   | 8  | Jesper Olsen         |     | 80' |
| KP                   | 15 | Frank Arnesen        |     | 74' |
| KP                   | 11 | Michael Laudrup      |     |     |
| CS                   | 9  | Klaus Berggreen      | 84' |     |
| CS                   | 10 | Preben Elkjær Larsen |     |     |
| Cserék:              |    |                      |     |     |
| V                    | 2  | John Sivebæk         |     | 74' |
| KP                   | 7  | Jan Mølby            |     | 80' |
| Szövetségi kapitány: |    |                      |     |     |
| Sepp Piontek         |    |                      |     |     |

| Partjelzők: Siegfried Kirschen (keletnémet) Falládzs as-Sanár (Szaúd-arábiai) |

### NSZK – Skócia
| 1986. június 8. 12:00 (20:00) |

| NSZK                  | 2–1               | Skócia       |
| --------------------- | ----------------- | ------------ |
| Völler 23' Allofs 49' | (1–1) Jegyzőkönyv | Strachan 18' |

| Estadio La Corregidora, Querétaro Nézőszám: 30 000 Játékvezető: Ioan Igna (román) |

| KA                   | 1  | Harald Schumacher (csk) |  |     |
| V                    | 2  | Hans-Peter Briegel      |  | 63' |
| V                    | 4  | Karlheinz Förster       |  |     |
| V                    | 6  | Norbert Eder            |  |     |
| V                    | 14 | Thomas Berthold         |  |     |
| V                    | 15 | Klaus Augenthaler       |  |     |
| KP                   | 10 | Felix Magath            |  |     |
| KP                   | 8  | Lothar Matthäus         |  |     |
| KP                   | 7  | Pierre Littbarski       |  | 75' |
| CS                   | 19 | Klaus Allofs            |  |     |
| CS                   | 9  | Rudi Völler             |  |     |
| Cserék:              |    |                         |  |     |
| V                    | 17 | Ditmar Jakobs           |  | 63' |
| CS                   | 11 | Karl-Heinz Rummenigge   |  | 75' |
| Szövetségi kapitány: |    |                         |  |     |
| Franz Beckenbauer    |    |                         |  |     |

| KA                   | 1  | Jim Leighton         |     |     |
| V                    | 2  | Richard Gough        |     |     |
| V                    | 6  | Willie Miller        |     |     |
| V                    | 14 | David Narey          |     |     |
| V                    | 3  | Maurice Malpas       | 74' |     |
| KP                   | 9  | Eamonn Bannon        | 44' | 74' |
| KP                   | 8  | Roy Aitken           |     |     |
| KP                   | 7  | Gordon Strachan      |     |     |
| KP                   | 4  | Graeme Souness (csk) |     |     |
| KP                   | 13 | Steve Nicol          |     | 61' |
| CS                   | 17 | Steve Archibald      | 30' |     |
| Cserék:              |    |                      |     |     |
| KP                   | 16 | Frank McAvennie      |     | 61' |
| KP                   | 21 | Davie Cooper         |     | 74' |
| Szövetségi kapitány: |    |                      |     |     |
| Alex Ferguson        |    |                      |     |     |

| Partjelzők: Bogdan Docsev (bolgár) Alan Snoddy (északír) |

### Dánia – Uruguay
| 1986. június 8. 16:00 (0:00) |

| Dánia                                                        | 6–1               | Uruguay                    |
| ------------------------------------------------------------ | ----------------- | -------------------------- |
| Elkjær Larsen 11' 67' 80' Lerby 41' Laudrup 52' J. Olsen 88' | (2–1) Jegyzőkönyv | Francescoli 45' (11-esből) |

| Estadio Neza 86, Nezahualcóyotl Nézőszám: 26 500 Játékvezető: Antonio Márquez Ramírez (mexikói) |

| KA                   | 1  | Troels Rasmussen     |    |     |
| V                    | 3  | Søren Busk           |    |     |
| V                    | 4  | Morten Olsen (csk)   |    |     |
| V                    | 5  | Ivan Nielsen         | 7' |     |
| V                    | 21 | Henrik Andersen      |    |     |
| V                    | 12 | Jens Jørn Bertelsen  |    | 57' |
| KP                   | 6  | Søren Lerby          |    |     |
| KP                   | 15 | Frank Arnesen        |    |     |
| KP                   | 11 | Michael Laudrup      |    | 81' |
| CS                   | 9  | Klaus Berggreen      |    |     |
| CS                   | 10 | Preben Elkjær Larsen |    |     |
| Cserék:              |    |                      |    |     |
| KP                   | 7  | Jan Mølby            |    | 57' |
| KP                   | 8  | Jesper Olsen         |    | 81' |
| Szövetségi kapitány: |    |                      |    |     |
| Sepp Piontek         |    |                      |    |     |

| KA                   | 12 | Fernando Álvez        |          |     |
| V                    | 2  | Nelson Gutiérrez      |          |     |
| V                    | 3  | Eduardo Acevedo (csk) |          |     |
| V                    | 4  | Víctor Diogo          |          |     |
| V                    | 6  | José Batista          |          |     |
| KP                   | 5  | Miguel Bossio         | 13′, 19′ |     |
| KP                   | 16 | Mario Saralegui       |          |     |
| KP                   | 11 | Sergio Santín         |          | 57' |
| KP                   | 10 | Enzo Francescoli      |          |     |
| CS                   | 9  | Jorge da Silva        | 35'      |     |
| CS                   | 7  | Antonio Alzamendi     |          | 57' |
| Cserék:              |    |                       |          |     |
| KP                   | 17 | José Zalazar          |          | 57' |
| CS                   | 19 | Venancio Ramos        |          | 57' |
| Szövetségi kapitány: |    |                       |          |     |
| Omar Borrás          |    |                       |          |     |

| Partjelzők: Jan Keizer (holland) Romualdo Arppi Filho (brazil) |

### Dánia – NSZK
| 1986. június 13. 12:00 (20:00) |

| Dánia                               | 2–0               | NSZK |
| ----------------------------------- | ----------------- | ---- |
| J. Olsen 43' (11-esből) Eriksen 62' | (1–0) Jegyzőkönyv |      |

| Estadio La Corregidora, Querétaro Nézőszám: 36 000 Játékvezető: Alexis Ponnet (belga) |

| KA                   | 22 | Lars Høgh            |          |     |
| V                    | 2  | John Sivebæk         |          |     |
| V                    | 3  | Søren Busk           |          |     |
| V                    | 4  | Morten Olsen (csk)   |          |     |
| V                    | 21 | Henrik Andersen      |          |     |
| KP                   | 15 | Frank Arnesen        | 36′, 88′ |     |
| KP                   | 7  | Jan Mølby            |          |     |
| KP                   | 8  | Jesper Olsen         |          | 71' |
| KP                   | 6  | Søren Lerby          |          |     |
| KP                   | 11 | Michael Laudrup      |          |     |
| CS                   | 10 | Preben Elkjær Larsen |          | 46' |
| Cserék:              |    |                      |          |     |
| CS                   | 19 | John Eriksen         |          | 46' |
| CS                   | 14 | Allan Simonsen       |          | 71' |
| Szövetségi kapitány: |    |                      |          |     |
| Sepp Piontek         |    |                      |          |     |

| KA                   | 1  | Harald Schumacher (csk) |     |     |
| V                    | 4  | Karlheinz Förster       |     | 71' |
| V                    | 5  | Matthias Herget         |     |     |
| V                    | 6  | Norbert Eder            | 48' |     |
| V                    | 14 | Thomas Berthold         |     |     |
| V                    | 17 | Ditmar Jakobs           | 51' |     |
| V                    | 3  | Andreas Brehme          |     |     |
| KP                   | 21 | Wolfgang Rolff          |     | 46' |
| KP                   | 8  | Lothar Matthäus         |     |     |
| CS                   | 19 | Klaus Allofs            |     |     |
| CS                   | 9  | Rudi Völler             |     |     |
| Cserék:              |    |                         |     |     |
| KP                   | 7  | Pierre Littbarski       |     | 46' |
| CS                   | 11 | Karl-Heinz Rummenigge   |     | 71' |
| Szövetségi kapitány: |    |                         |     |     |
| Franz Beckenbauer    |    |                         |     |     |

| Partjelzők: Christopher Bambridge (ausztrál) Erik Fredriksson (svéd) |

### Skócia – Uruguay
| 1986. június 13. 12:00 (20:00) |

| Skócia | 0–0         | Uruguay |
| ------ | ----------- | ------- |
|        | Jegyzőkönyv |         |

| Estadio Neza 86, Nezahualcóyotl Nézőszám: 20 000 Játékvezető: Joël Quiniou (francia) |

| KA                   | 1  | Jim Leighton        |     |     |
| V                    | 2  | Richard Gough       |     |     |
| V                    | 6  | Willie Miller (csk) |     |     |
| V                    | 14 | David Narey         | 48' |     |
| V                    | 15 | Arthur Albiston     |     |     |
| KP                   | 7  | Gordon Strachan     |     |     |
| KP                   | 8  | Roy Aitken          |     |     |
| KP                   | 11 | Paul McStay         |     |     |
| KP                   | 13 | Steve Nicol         | 62' | 70' |
| CS                   | 18 | Graeme Sharp        |     |     |
| CS                   | 20 | Paul Sturrock       |     | 70' |
| Cserék:              |    |                     |     |     |
| CS                   | 19 | Charlie Nicholas    |     | 70' |
| KP                   | 21 | Davie Cooper        |     | 70' |
| Szövetségi kapitány: |    |                     |     |     |
| Alex Ferguson        |    |                     |     |     |

| KA                   | 12 | Fernando Álvez      | 87' |     |
| V                    | 2  | Nelson Gutiérrez    |     |     |
| V                    | 3  | Eduardo Acevedo     |     |     |
| V                    | 4  | Víctor Diogo        | 72' |     |
| V                    | 6  | José Batista        | 1′  |     |
| V                    | 14 | Darío Pereyra       |     |     |
| KP                   | 8  | Jorge Barrios (csk) |     |     |
| KP                   | 11 | Sergio Santín       |     |     |
| KP                   | 10 | Enzo Francescoli    |     | 84' |
| CS                   | 21 | Wilmar Cabrera      | 32' |     |
| CS                   | 19 | Venancio Ramos      |     | 70' |
| Cserék:              |    |                     |     |     |
| KP                   | 16 | Mario Saralegui     |     | 70' |
| CS                   | 7  | Antonio Alzamendi   |     | 84' |
| Szövetségi kapitány: |    |                     |     |     |
| Omar Borrás          |    |                     |     |     |

| Partjelzők: Jesús Díaz (kolumbiai) Ali Bin Nasser (tunéziai) |